# Cantó d'Ailly-le-Haut-Clocher
El cantó d'Ailly-le-Haut-Clocher és un cantó francès del departament del Somme, situat al districte d'Abbeville. Abasta 20 municipis i el cap és Ailly-le-Haut-Clocher.

## Municipis
- Ailly-le-Haut-Clocher
- Brucamps
- Buigny-l'Abbé
- Bussus-Bussuel
- Cocquerel
- Coulonvillers
- Cramont
- Domqueur
- Ergnies
- Francières
- Gorenflos
- Long
- Maison-Roland
- Mesnil-Domqueur
- Mouflers
- Oneux
- Pont-Remy
- Saint-Riquier
- Villers-sous-Ailly
- Yaucourt-Bussus

## Història
| Data d'elecció                           | Identitat           | Partit             | Qualitat |
| ---------------------------------------- | ------------------- | ------------------ | -------- |
| 1945-1967                                | Bernard Maisant     | SFIO               |          |
| 1967-1998                                | Alain-Louis Jacques | MDSF, després UDF  |          |
| 1998-                                    | Daniel Dubois       | UDF-FD, després NC |          |
| les dades anteriors no són pas conegudes |                     |                    |          |
|                                          |                     |                    |          |

## Demografia
| A partir de 1990: Població sense dobles comptes |